# タウガス
タウガス（Taugas）とは、7世紀初期から14世紀にかけてビザンティンや西域、北方諸民族が中国および中国人を呼んだ名称。

## 言葉の由来
アラビア語のタムガージュ（Tamghāj）、突厥碑文のタブガチ（Tabghach）などは同系の言葉。また13世紀の西域人が中国を「桃花石」と呼んだのも同系の言葉。
7世紀はじめの東ローマ帝国の歴史家テオフィラクトス・シモカテスは、隋による中国統一を「タウガス Taugas の統一」と表現している。
語源についてはポール・ペリオや白鳥庫吉が提唱した鮮卑の部族「拓跋」に求める説がある。
羅新（北京大学）の研究によると、柔然人は北魏滅亡後、自分たちの南方を「Tabghach」と呼称していた。唐代、北方諸民族は南方を指す言葉として「Tabghach」を使用していた。この呼称は、突厥人に伝わり、突厥人は唐を「Tabghatch」と呼んでいた。そのため、その後の中央アジア人も中国人を「Tabghach」と呼んでいた。1220年から1224年に西域を旅した丘長春は、中央アジア人が中国人を「桃花石」と呼んでいると記録しているが、この「桃花石」とは「Tabghach」のことである。